# Dmitrij Muravjov
Dmitrij Muravjov (oroszul: Дмитрий Муравёв; Kazahsztanszkaja, 1979. november 2. –) kazak profi országúti kerékpáros. 2014-ben visszavonult a versenyzéstől.

## Sikerei

### 2002
- Kazak nemzeti bajnok

### 2003
- Kazak nemzeti időfutam-bajnok

#### Quick Step–Davitamon
- Ruban Granitier Breton
  - 1. összetettben
  - 1. – prologue és 2 szakasz
- 1. – 1 szakasz – Vuelta a Navarra
- 1. – 1 szakasz – Tour de Pyrénées

### 2004
- Kazak nemzeti időfutam-bajnok

### 2005
- Kazak nemzeti időfutam-bajnok

### 2009

#### Astana
- Tour de France
  - Csapatverseny
    - 1. összetettben
    - 1. – 4. szakasz (csapatidőfutam)